# Bangladesh i olympiska sommarspelen 1996
Bangladesh deltog i de olympiska sommarspelen 1996 med en trupp bestående av fyra deltagare, men ingen av landets deltagare erövrade någon medalj.

## Friidrott
Damernas längdhopp
- Nilufar Yasmin
  - Kval — 5,24m (→ gick inte vidare, 37:e plats)